# Boix baleàric

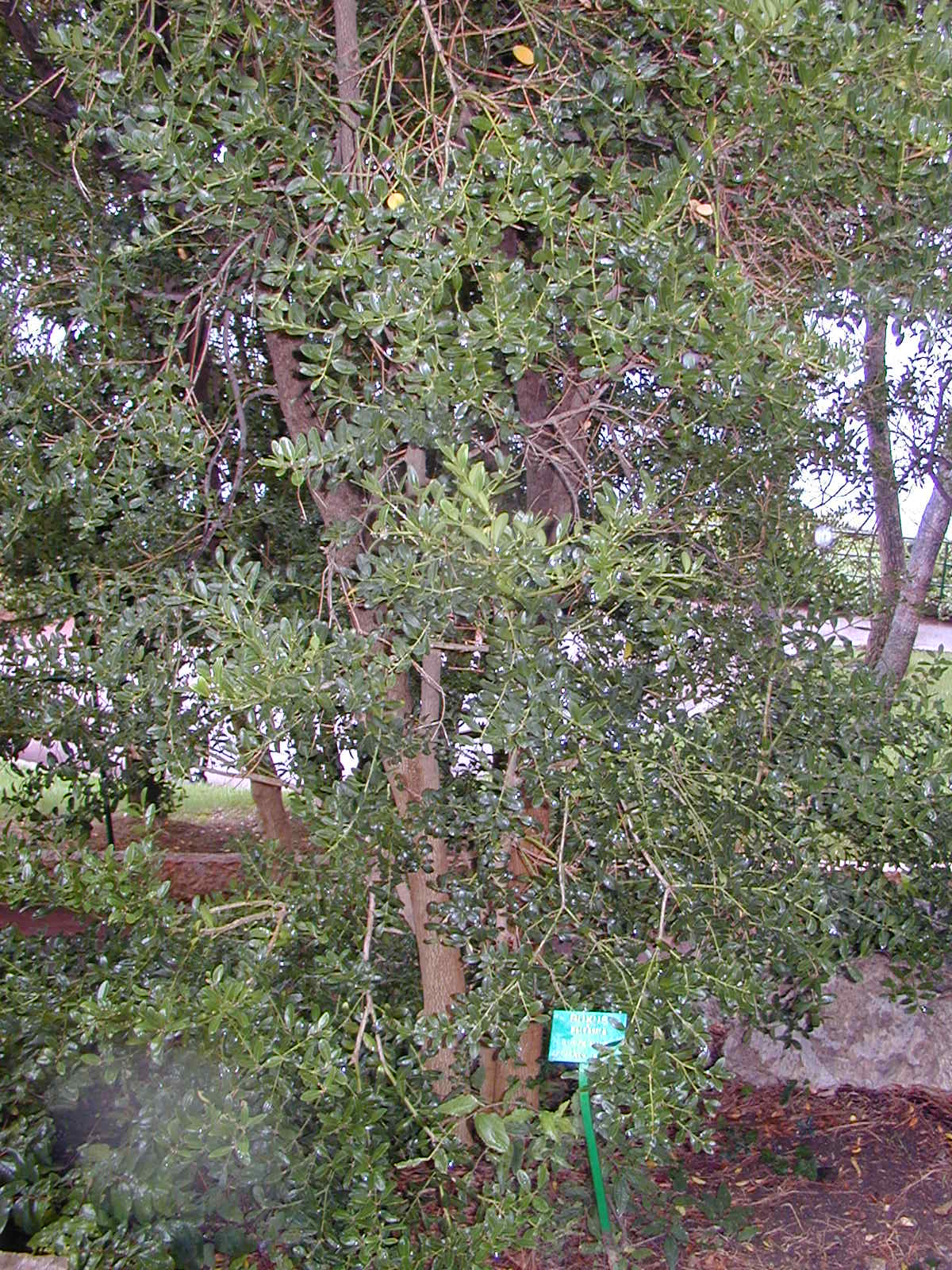
Vista de la planta

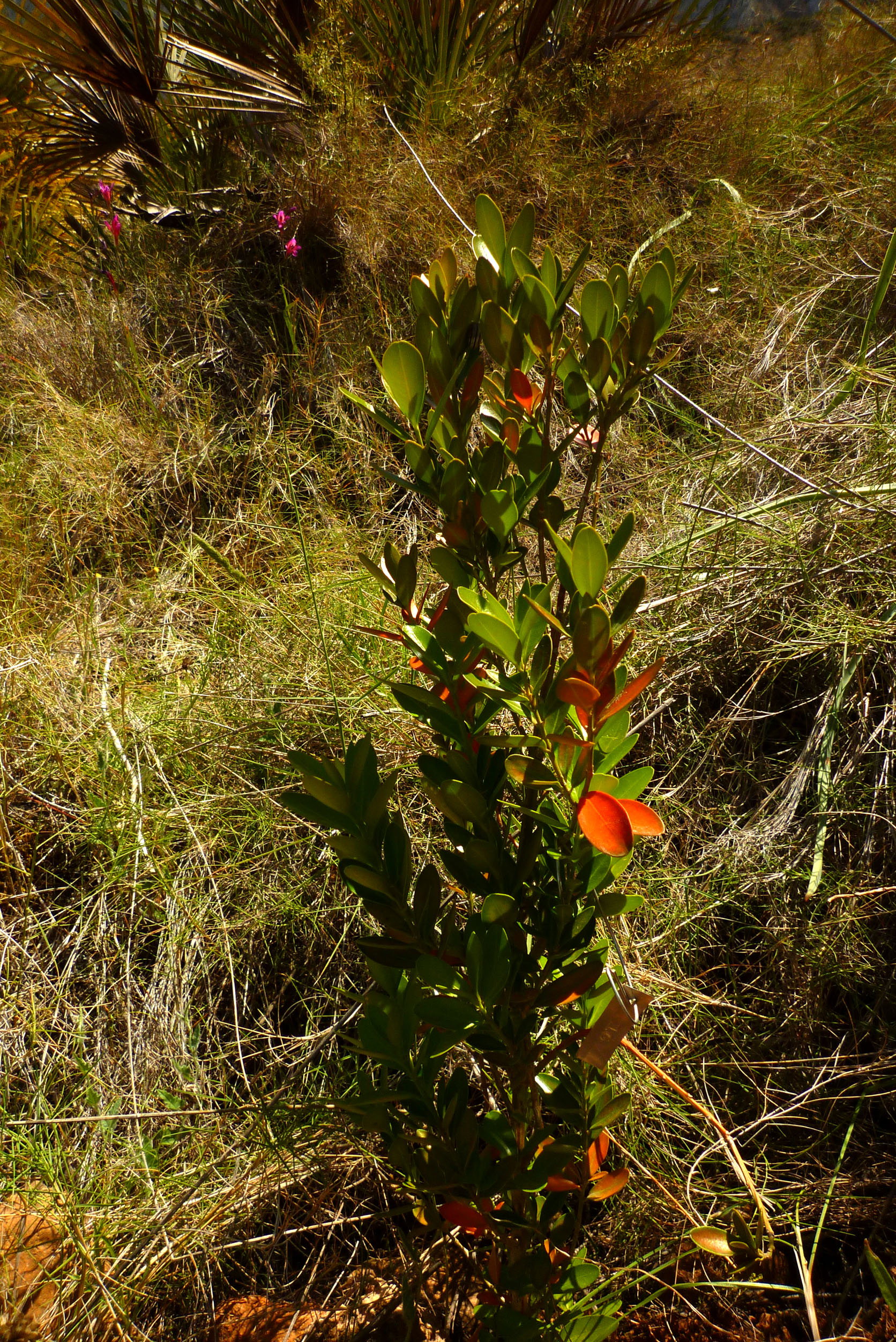
Buxus balearica de repoblació a Peñas Blancas, Cartagena, Espanya

El boix baleàric (Buxus balearica) és una espècie d'angiosperma de la família Buxaceae, que es troba a les illes Balears i a algunes zones del sud de la península Ibèrica i del Magrib.

## Localització
Es troba a les muntanyes de la Serra de Tramuntana, i també a Cabrera. A Menorca i a Eivissa no existeix, tot i que a Menorca va existir en un temps passat, segons demostren alguns estudis palinològics.
Abans de l'arribada de l'home, el boix degué ser l'arbust dominant a les Gimnèsies i molt determinant en l'ecologia tant de Mallorca com de Menorca. Així ho sembla indicar el fet que en els copròlits examinats de Myotragus, el 98% dels elements vegetals identificats es corresponien al boix, i atès el seu caràcter verinós per als bòvids actuals, tot fa pensar que l'escassetat d'altres recursos fou la causant d'una evolució tan particular. També s'ha teoritzat que una de les possibles causes de l'extinció de l'espècie s'hagi de cercar en una crisi alimentària causada per la reducció de l'hàbitat del boix, més que per l'arribada de l'home, o per una combinació d'ambdós factors.

## Característiques
Pot arribar a fer-se arbori. Té les fulles ovalades, lluents, a vegades de color groguenc o vermellós. Una característica que facilita la seva identificació, tot i que no és general, és que l'àpex de les fulles pot ser escotat. Actualment, sembla una espècie en recessió, no n'hi ha gaires exemplars. Època de floració abril i maig.
- Formes vitals: macrofaneròfit.
- Hàbitat: vessants de la Serra de Tramuntana, a llocs pedregosos. També pot aparèixer a prop de la mar.
- Usos i propietats: medicinal, mobiliari, construcció i eines. Tòxica.
- Plantes Legalment Protegides: Catàleg Balear.
- Categoria IUCN: Poc preocupant